# Bíggjar kommuna
Bíggjar kommuna var en kommune på Færøerne. Den blev udskilt fra Vága kommuna i 1915, omfattede Bøur og Gásadalur, og dækkede et areal på 35 km². Kommunen blev indlemmet i Sørvágs kommuna i 2005. Bíggjar kommuna havde ved indlemmelsen 84 indbyggere.